# Centrale nucléaire de Torness
La centrale nucléaire de Torness est située en Écosse à Torness Point près de la ville de Dunbar, dans le comté de East Lothian, à environ 50 km à l'est d'Édimbourg.

## Description
La centrale est équipée de deux réacteurs avancés refroidis au gaz, faisant partie de la seconde génération des réacteurs britanniques au gaz, sa puissance installée totale est de 1 364 MWe.

- Torness 1 : 682 MWe, mise en service industrielle en 1988, autorisée jusqu'en 2028.
- Torness 2 : 682 MWe, mise en service industrielle en 1989, autorisée jusqu'en 2029.

À noter que la conception initiale autorisait le ravitaillement des réacteurs en combustible sans les arrêter, mais les déficiences sur le combustible ont rendu obligatoire le ravitaillement en combustible avec des réacteurs arrêtés jusqu'en 1996.
Dans le cadre de la privatisation partielle de la production d'électricité nucléaire du Royaume-Uni, cette centrale nucléaire a été attribuée à l'entreprise d'état Scottish Nuclear Group qui appartient au groupe British Energy, lui-même racheté par EDF en 2009.

## Incidents

### Arrêt à la suite d'une pullulation de méduses en 2011
Le 27 juin 2011, les deux réacteurs ont été arrêtés plusieurs jours par précaution en raison d'une pullulation de méduses qui a obturé les filtres empêchant normalement les algues et animaux marins de pénétrer dans le système auxiliaire de refroidissement à l'eau de mer de la centrale,.

### Crash d'un avion de combat en 1999 à proximité
En novembre 1999, un avion de combat Panavia Tornado de l'armée de l'air britannique  s'est écrasé dans la Mer du Nord à moins d'1 km de la centrale à la suite d'une panne de moteur.